# Burgstall Burstel (Sontheim an der Brenz)
Burgstall Burstel bezeichnet eine abgegangene Burganlage westlich des Pfarrhauses von Sontheim an der Brenz im Landkreis Heidenheim in Baden-Württemberg.
Im Bereich der Burgstelle, „Burstel“ genannt, befanden sich laut der Beschreibung des Oberamts Heidenheim von 1844 die Gemeinde-Krautgärten.
Ob es sich um eine Burganlage, die heute nicht mehr genau lokalisierbar ist, der im 13. bis 15. Jahrhundert vorkommenden Ritter von Sontheim an der Brenz handelte, ist unklar.